# Escut de Caseres
L'escut oficial de Caseres té el següent blasonament:
Escut caironat: de gules, un gos passant d'or acompanyat d'una creu de Malta al cap. Per timbre, una corona de vila.

## Història
Va ser aprovat el 15 d'abril de 1982.
El gos, o ca, és un senyal parlant tradicional relatiu al nom de la vila (també fa referència al mot "caceres"). La creu de Malta hi apareix perquè Caseres va pertànyer a la comanda templera (i més tard hospitalera) d'Horta de Sant Joan.